# Christoffel Meyer Nap
Christoffel Meyer Nap of Christophel Meijer Nap (Groningen, 21 februari 1807 - aldaar, 3 september 1886) was een Nederlands advocaat en politicus, die van 1846 tot 1849 in de Tweede Kamer der Staten-Generaal zetelde namens de provincie Groningen.

## Biografie
Hij was de jongste zoon van de omstreeks 1767 in Nieuwe Pekela geboren Harm Harms Nap en de in Oude Pekela geboren Elisabeth Hesselink. Het gezin bestond verder uit twee zussen en twee broers: Maria, Harm Andries, Dirk Hesseling en Johanna Margaretha. Hij kwam uit een koopmansgeslacht. Zijn beide grootvaders en zijn vader waren allen koopman.
Nap studeerde van 17 maart 1823 tot 11 juni 1831 rechten en werkte daarna in Groningen als advocaat. De Groningse Staten verkozen hem tot lid van de Tweede Kamer, waarin hij van 20 oktober 1846 tot 13 februari 1849 zetelde. Hij was een ultraconservatief en regeringsgezind politicus. In 1848 verzette hij zich tegen de onder leiding van Thorbecke opgestelde voorstellen tot democratisering van de Nederlandse Grondwet. In 1852 trad hij aan als voorzitter van de regionale Kamer van Koophandel, een positie die hij ook in 1862 nog vervulde.

### Persoonlijk leven
Nap trouwde op 30 mei 1832 te Groningen met Albertina Baukjen Reiger. Zij kregen drie kinderen: Herman Hendrik, Maria Elisabeth en Laurentia Margaretha. Maria Elisabeth Nap trouwde op 29 maart 1858 met Sicco Tjaden Busmann, een zoon van Tweede Kamerlid Cornelis Star Busmann en diens vrouw Anna Margaretha Emmen.